# سوگند سکوت
سوگند سکوت فیلمی به کارگردانی ایرج قادری و نویسندگی احمد نجیب‌زاده محصول سال ۱۳۴۸ است.

## بازیگران
- ایرج قادری
- آذر حکمت شعار
- غلامحسین بهمنیار
- محسن مهدوی
- علی آزاد
- گیسو
- محمدتقی کهنمویی
- امیرهوشنگ زند
- ایراندخت
- شهباز
- برونا
- عدیله اشراق

### هنرمندان خردسال
- محمد ندافی
- سعید رخوند
- مهرنیا طاطائی
- عادل علیزاده
- حاجیان کرمانی

## عوامل فیلم
- دکور : ولی‌الله خاکدان
- گریم : رخک
- تیتراژ : قاسمی‌وند
- برق : عادل عزیزی
- معاون :تقی جهانگیری
- عکاس :رضا مهاجر

- چاپ : جواد فاضلی٫ معاون جنّتی
- لابراتوار : علی عاطف‌خرّم

- معاون کارگردان : تقی سرشوری

- معاون فیلمبردار : ابراهیم دیلمانی
- برش نگاتیو : نریمان پیراهه
- صدابردار : احمد خانزادی
- مونتاژ : گرگین گریگوریان
- فیلمبردار : قاسمی‌وند

## موسیقی فیلم
- آهنگ‌ها : شاهوردی
- اشعار : تورج نگهبان

- عهدیه
- شاهین